# Cucina di Veracruz

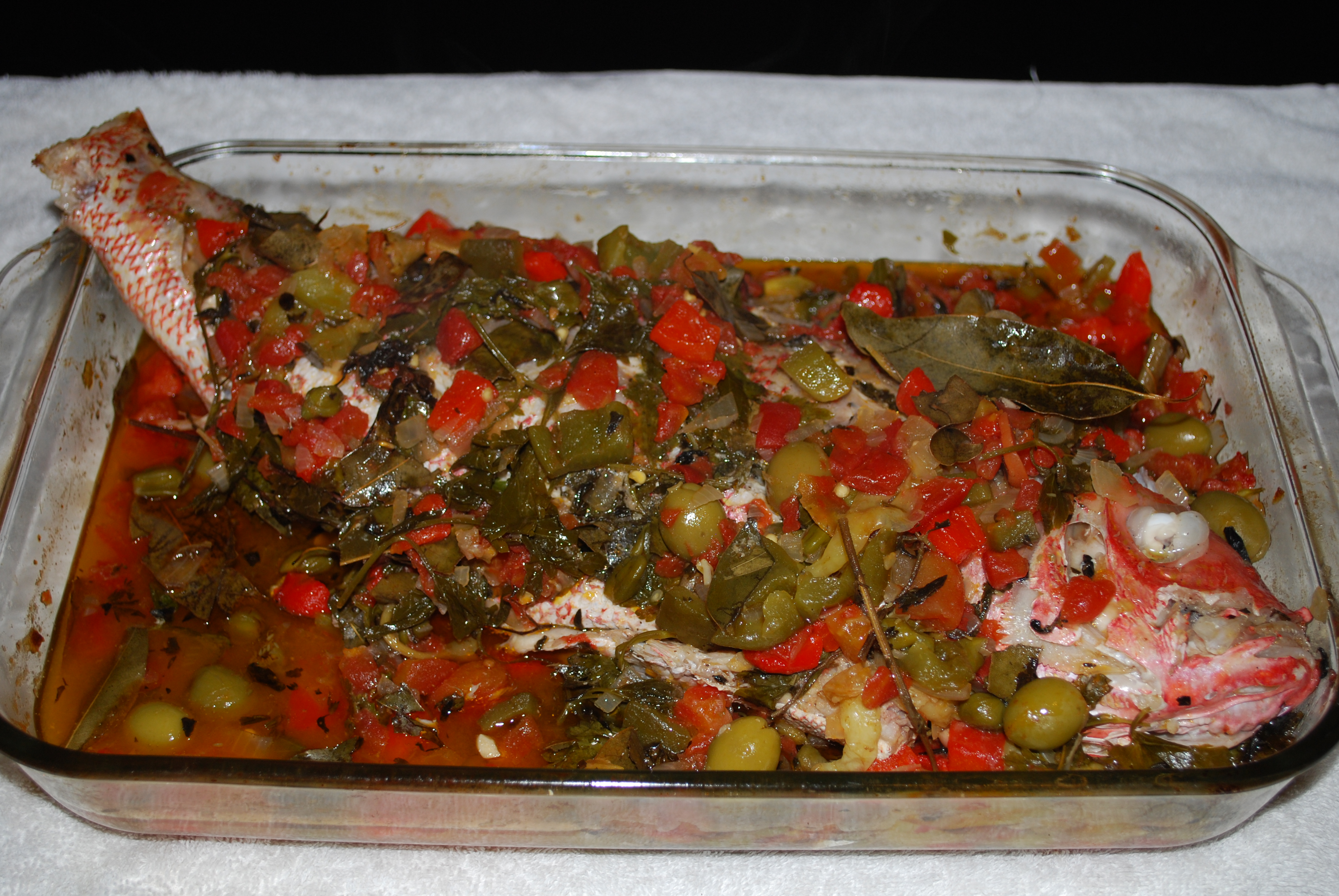
Huachinango di Veracruz

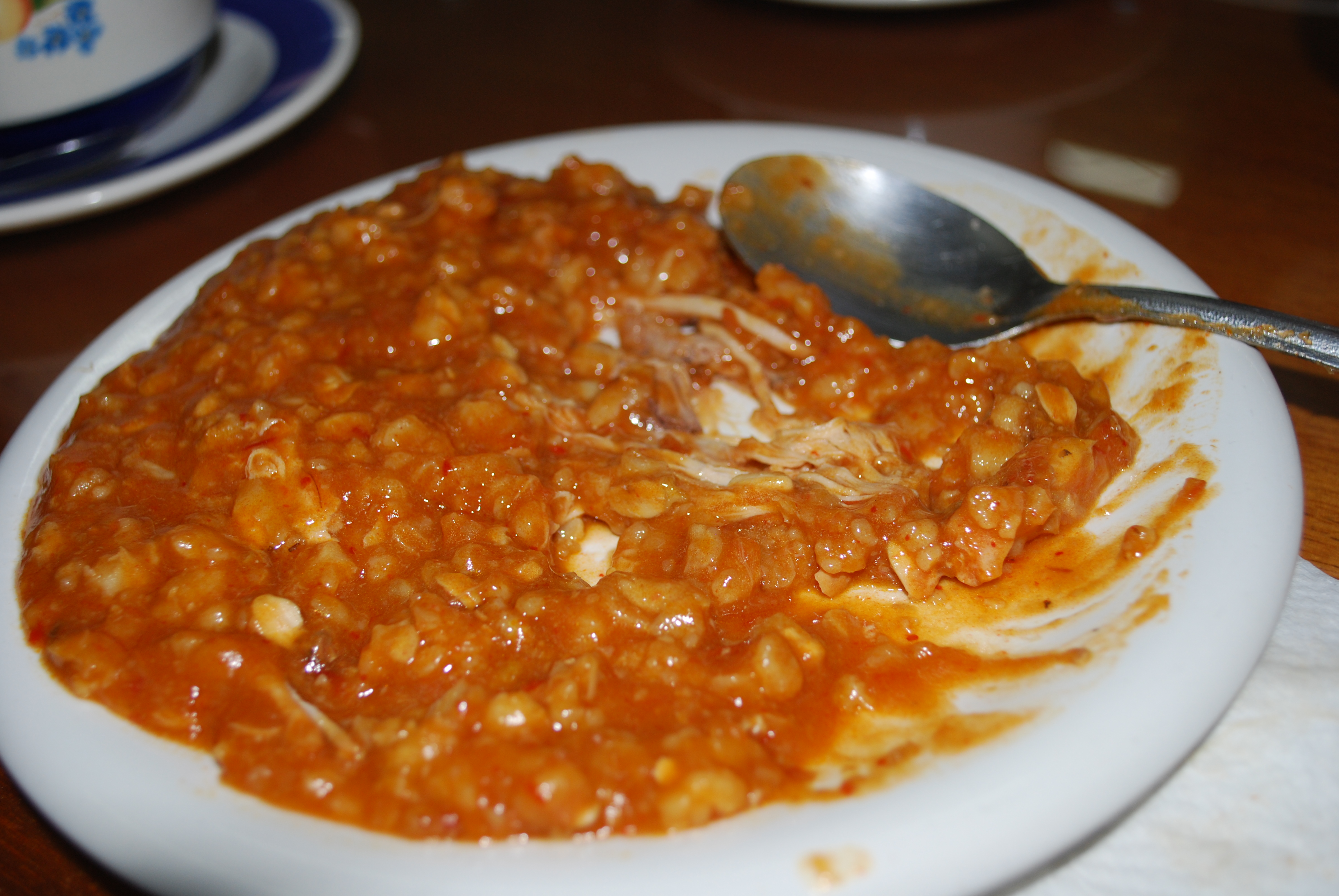
Sacahuil servita in un ristorante di Papantla

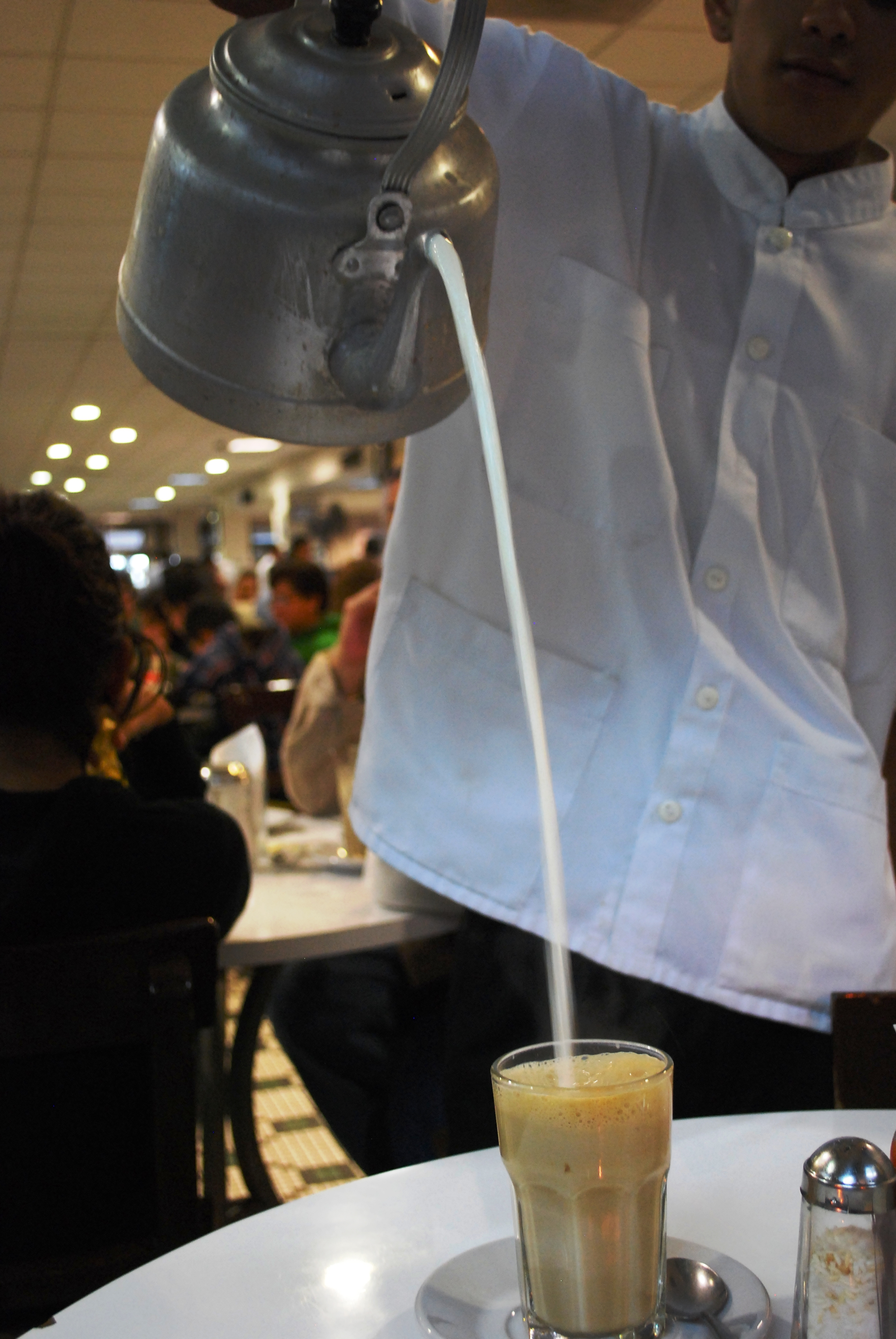
Cafè con leche a La Parroquia

La cucina di Veracruz è la cucina dello Stato messicano di Veracruz che si protrae lungo il golfo del Messico.
Storicamente la sua cucina è influenzata dalla cucina indigena, spagnola ed afro-cubana poiché fu qui che approdarono gli spagnoli ed arrivarono gli schiavi africani e dei Caraibi.
Tra gli ingredienti troviamo la vaniglia locale, il mais, e il pesce, insieme al riso, alle spezie e ai tuberi, la yucca e le arachidi.
Le tre cucine hanno influenzato in modo diverso le varie zone di Veracruz, ogni zona è stata influenzata più da una cucina rispetto ad un'altra.
Lo Stato ha lavorato per promuovere la sua cucina sia in Messico che all'estero come parte del settore turistico.
La salsa Mole locale si chiama Mole Xico, prendendo il nome dall'omonima città di Xico; i suoi due ingredienti principali sono la mulate e il peperoncino ancho.
Le aree montuose hanno più piatti a base di mais. Xalapa è conosciuta per il suo cibo di strada, come le picaditas e la garnadcha.

## Caffè di Veracruz
Lo Stato di Veracruz è il secondo più grande produttore di caffè in Messico dopo lo Stato del Chiapas, con circa 153.000 ettari di coltivazioni.
La maggior parte sono piccoli produttori: 90.000 e con altri 300.000 direttamente coinvolti nella sua produzione.
Il miglior posto dove bere il caffè sia La Gran Parroquia, nella città di Veracruz. È noto per il suo caffè espresso forte mischiato con latte caldo: il cafè con leche.